# Hermann Otto Stölten
Hermann Otto Stölten (* 26. Februar 1847 in Holm, Schleswig-Holstein; † 21. Juni 1928 in Gerstungen, Thüringen) war ein deutscher Autor und evangelischer Pfarrer in Tautenburg, Frauenprießnitz und Gerstungen.

## Leben

### Kindheit und Jugend
Otto Hermann Stölten war Sohn einer Bauernfamilie. Sein Vater starb früh, so dass Stölten bei seinem Großvater in Haseldorf aufwuchs. Er wurde in die dortige Volksschule eingeschult, erhielt zusätzlichen „Privatunterricht“ durch die Pfarrerstochter und war besonders im Rechnen talentiert. An der Seite des Großvaters erlernte er die Grundlagen der Zimmermannsarbeit. Lehrer und Pfarrer empfahlen der Familie Stöltens die weitere schulische Ausbildung an einem Gymnasium, er wurde 1861 als Schüler im Christianeum in Altona aufgenommen, das er 1866 erfolgreich abschloss.

### Studium
1866 begann er mit dem Theologiestudium an der Landesuniversität in Kiel. Er belegte philosophische und geschichtliche Studien und Kirchenrecht. 1868 verließ er Kiel und ging in die Schweiz, um dort weiter Theologie zu studieren. 1869 kehrte er nach Kiel zurück und bildete sich 1870/71 als Felddienstsanitäter aus. Er meldete sich freiwillig zum Kriegsdienst nach Frankreich, was abgelehnt wurde. Nach dem Examen wurde er vom Militärdienst befreit. Mit einer Stelle als Hauslehrer in Schönewald bei Eutin verdiente er sich Geld und besuchte ein Lehrerseminar in Eckernförde.
Er belegte das Amtsexamen erfolgreich. 1872 bewarb er sich in Leipzig, um sein Wissen zu vertiefen und trat als Hilfsprediger auf. Nachdem die holsteinischen Kirchenbehörden eine Bewerbung um eine Pfarrstelle ablehnten, bewarb er sich im Großherzogtum Sachsen-Weimar-Eisenach um eine Pfarrstelle.

### Berufsleben

#### Tautenburg
Stölten übernahm am 2. Juli 1878 eine Pfarrstelle in Tautenburg mit der Filiale Steudnitz (jetzt Dorndorf-Steudnitz) bei Jena. Er studierte die Geschichte Tautenburgs und schrieb das Buch Wanderfahrt nach Dornburg und Tautenburg.
Stölten heiratete in dieser Zeit die Tochter Bianka des Pfarrers Zahn aus Steudnitz und zog in das sogenannte Pfarrhaus Paradies in Tautenburg ein. Gemeinsam mit Oberförster Böttner begründete Stölten am 9. Mai 1878 den örtlichen Verschönerungsverein. Bis 1882 wurde die Carl-Alexander-Bastei als Ausflugsziel gestaltet und durch ein Wegenetz erschlossen. Durch Stölten entwickelte sich Tautenburg zur Sommerfrische mit prominenten Besuchern wie Friedrich Nietzsche und Lou Andreas-Salomé. In seiner weitgehend unpublizierten Selbstbiographie hat sich Stölten über den Besuch des ungleichen Paares 1882 in Tautenburg ausgelassen und insbesondere Lou Andreas-Salomé sehr negativ gezeichnet; mittlerweile liegen diese Texte publiziert vor.
Der Bau einer neuen Kirche wurde am 16. September 1883 mit ihrer Einweihung abgeschlossen. 1884 entstand auf Initiative Stöltens auch eine neue Schule bei der neuen Kirche. Noch während des Baues kam es zum Streit mit dem Gemeinderat, Stölten war über diese Entwicklung sehr ergrimmt und bemühte sich um eine neue Stelle, im Jahr 1886 ging er nach Frauenprießnitz.

#### Frauenprießnitz
In Frauenprießnitz trat er am 1. Januar 1884 als Vikar und 1886 als Pfarrer in den Dienst der Kirchengemeinde. Hier fand er nicht so ein Betätigungsfeld und bewarb sich um die Pfarrerstelle in Gerstungen.

#### Gerstungen
Im Jahr 1896 wurde er zum Superintendent von Gerstungen berufen und richtete sich mit Frau und fünf Kindern im Gerstunger Pfarrhaus ein.
Zu seinem Amtssprengel gehörten etwa 15 Kirchgemeinden, die Mehrzahl der alten Dorfkirchen entstand bereits vor der Reformation und besaß eine Vielzahl von bedeutenden Kunstschätzen als Inventar. Für Stölten wurde die Erforschung der Kirchengeschichte des Gerstunger Amtes bald zu einem Schwerpunkt neben der seelsorgerischen Arbeit. Auch die bis 1901 andauernde Generalsanierung der Gerstunger Kirche bedurfte seiner ständigen Aufsicht.
Die Staatsregierung von Sachsen-Weimar-Eisenach beauftragte die Kunsthistoriker Paul Lehfeldt und Georg Voß mit der Herausgabe eines kunstgeschichtlichen Führers, die Reihe umfasste ein Inventar der Bau- und Kunstdenkmäler Thüringens. Stölten wurde als Mitarbeiter für
das 1913 erschienene Heft 38 - „Amtsgerichtsbezirk Gerstungen“ gewonnen, er befasste sich mit der Darstellung der jeweiligen Kirchengeschichte.
Um die Jahrhundertwende erhielt der Eisenbahnknoten Gerstungen durch die Ausweitung der Kaliindustrie im mittleren Werratal eine enorme wirtschaftliche Entwicklung. In den Nachbarorten Heringen, Dippach und Dankmarshausen entstanden Kalischachtanlagen, Elektrizitätswerke und erste Fabriken (Brauerei Berka/Werra, Milchfabrik Berka/Werra, Ziegelei Gerstungen). Der Zuzug von Fabrikarbeitern und Werksangehörigen aus allen Teilen des Deutschen Reiches veränderte das soziale Gefüge der bis dahin bäuerlich geprägten Gerstunger Dorfgemeinschaft.
Als Seelsorger hatte er auch für die Neuankömmlinge zu sorgen, die Fremden in die Dorfgemeinschaft zu integrieren. Stölten nutzte seinen Einfluss zur Gründung von Vereinen um die Menschen miteinander bekannt zu machen, er initiierte den Fremden- und Verschönerungsverein, Gesangsverein und den bürgerlichen Kulturverein „Erholungsgesellschaft“.
Die 1905 erfolgte Gründung der „Höheren Schule für Mädchen und Knaben“ in Gerstungen wurde vom Kalibetrieb Wintershall initiiert und von Stölten nach Kräften unterstützt. Die Vereinsschule wurde in einem angemieteten Haus in der Bahnhofstraße eingerichtet. Dieser unkonventionelle Weg ermöglichte es der Gemeinde, in Ruhe nach einem geeigneten Bauplatz für einen Schulneubau zu suchen. In der Nähe wurde auf dem Grundstück von Schalls Gastwirtschaft bald eine Turnhalle für den örtlichen Turnverein „Gut Heil“ errichtet, die auch von der Schule und anderen Vereinen der Gemeinde genutzt wurde. Neben Stölten, der selbst als Französisch-Lehrer an der Schule Unterricht erteilte, waren vier Lehrer und eine Lehrerin für Mädchen angestellt worden, Schuldirektor war der Gestunger Pastor Siedenkopf.
Mit Beginn des Ersten Weltkrieges im August 1914 wurde der als Bahnknoten bedeutsame Bahnhof Gerstungen fast täglich zum Rastplatz von Truppentransporten, die von der Gerstunger Bevölkerung mit frischem Essen und Getränken versorgt werden mussten. Stölten und seine Mitarbeiter organisierten diese Truppenbetreuung, später auch die Einrichtung von Hilfslazaretten, um die vom Fronteinsatz heimkehrenden Verwundeten zu pflegen.
Aus gesundheitlichen Gründen musste Stölten 1919 die Pensionierung beantragen, da er an Diabetes mellitus erkrankt war. Als Nachfolger übernahm Oberpfarrer
Ludwig Peißker im Oktober 1919 den Gerstunger Sprengel. Stöltens Lehrtätigkeit führte er noch bis 1924 fort, auch seinen Vereinsvorsitz. Stölten verstarb am 28. Juni 1928 in Gerstungen.

## Werke
- Erbauliche Bilder aus der Tümplingschen Geschlechtergeschichte, G. Neuenhahns Verlag, Jena, 1893
- Wanderfahrt nach Dornburg und Tautenburg, Druck Otto Hendel, Halle (Saale), 1894
- Geschichtliche Beziehungen zwischen Naumburg und Frauenprießnitz-Tautenburg, Schulze Hans K. (Hrsg.), Naumburg, 1894
- Jena : ein kurzer Führer durch seine Geschichte, veröffentlicht 1939[6]
- Zur Lage von Wolmeritz : ein Blatt zur Geschichte von Frauenprießnitz[7]
- Co-Autor und Berater zur Kirchengeschichte seines Sprengels: Amtsgerichtsbezirk Gerstungen. In: Paul Lehfeldt (Hrsg.): Bau- und Kunstdenkmäler Thüringens. Heft 38. Gustav-Fischer Verlag, Jena 1913, S. 96 (als Digitalisat).

## Ehrungen

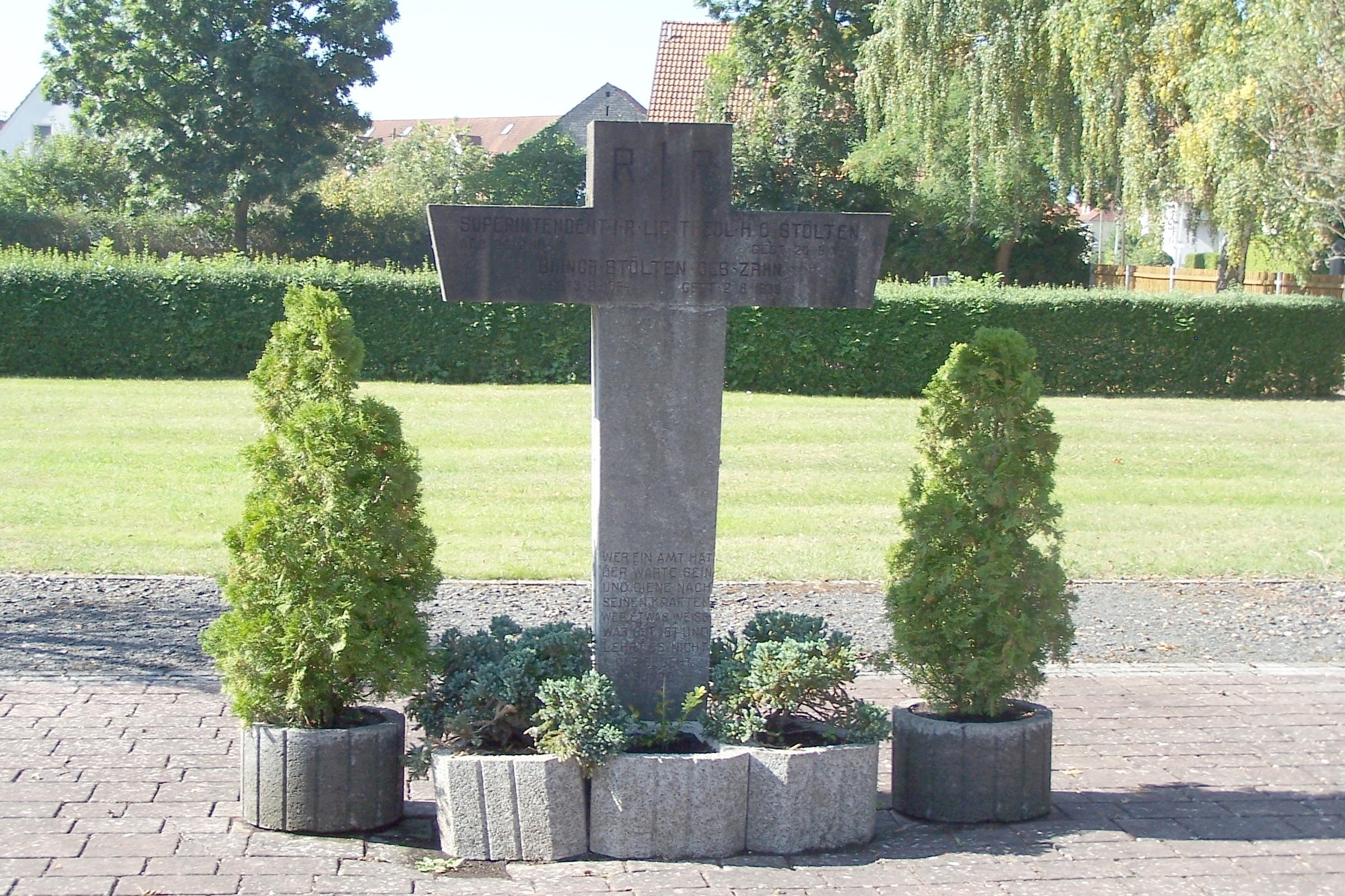
Das Ehrengrab auf dem Gemeindefriedhof in Gerstungen

- Die Gemeinde Gerstungen ehrte Hermann Otto Stölten als Superintendenten, Vereinsgründer und Förderer des Gerstunger Schulwesens noch zu Lebzeiten mit zahlreichen Veranstaltungen.
- Wenige Monate nach seinem Tod wurde ein Wanderweg in den Gemeindewald (Kohlbachwald) als Arbeitsbeschaffungsmaßnahme beschlossen, der auf Vorschlag des Gerstunger Studienrates Dr. Erich Stegel als Stöltenweg eingeweiht wurde.[8][9]
- Im Ort wurde die Stöltenstraße nach ihm benannt.[10]